# Krtinska
Krtinska (em cirílico:Кртинска) é uma vila da Sérvia localizada no município de Obrenovac, pertencente ao distrito de Belgrado, na região de Posavina. A sua população era de 1103 habitantes segundo o censo de 2009.

## Demografia
| 1948 | 1953  | 1961  | 1971  | 1981  | 1991  | 2002  |
| ---- | ----- | ----- | ----- | ----- | ----- | ----- |
| 925  | 1 408 | 1 299 | 1 286 | 1 254 | 1 289 | 1 177 |